# کاتالدو کوزا
کاتالدو کوزا (انگلیسی: Cataldo Cozza؛ زادهٔ ۱۳ آوریل ۱۹۸۵) بازیکن فوتبال اهل آلمان است.
از باشگاه‌هایی که در آن بازی کرده‌است می‌توان به باشگاه فوتبال پادربورن، باشگاه فوتبال بایر ۰۴ لورکوزن، و باشگاه فوتبال دینامو درسدن اشاره کرد.